# Розтоки (Рахівський район)
Розто́ки — село в Богданській сільській громаді Рахівського району Закарпатської області України.

## Географія
Розтоки розташовані на обох берегах Білої Тиси, за 6 км від Рахова. У селі струмок Берендай впадає у річку Білу Тису.
У селі є такі присілки (кути): Усті-Ріки, Межиріки, Пелехоя, Янківка, Кривий, Медведиця, Меришір, Аршиці, Берендей, Штивйора, Тищора, Ґрегіт.

## Історія
Перші згадки про місцину в історичних документах відносять до 1651 року. За переказами, село заснували рибалки, які прокладали для ловлі риби ростоки (рукави).
Назва села в різних історичних джерелах за роками: 1898 — Rosztik (Hnt.), 1907 — Nyilas (Hnt.), 1913 — Nyilas (Hnt.), 1918 — Nyilas (Hnt.), 1925 — Novoszelica, Roztoky (ComMarmUg. 112), 1944 — Nyilas, Ростокъ (Hnt.), 1983 — Розтоки, Ростоки (ZO).
1 вересня 2007 року в Розтоках відкрито новозбудовану школу, яку реорганізували в ЗОШ І-ІІІ ступенів

## Присілки
Всі селища (теперешні присілки) були об'єднані з Розтоками 15 квітня 1967 року рішенням облвиконкому Закарпатської області № 155.
Аршиця
Перші згадки про місцину в історичних документах відносять до 1651 р. (за переказами). В австро-угорських реєстрах згадується у 1898 році.
В селі з 2003 року діє релігійна громада і храм Св. Георгія
Свинарки
Перша згадка у ХІХ столітті
Берендей
Перша згадка у ХІХ столітті
1888: Berendej (Beredéj), 1892: Berendaj, 1898: Berendaj, 1907: Gerendás, 1913: Gerendás, 1918: Gerendás, 1967: Берендей.
Берендей згадується також у кадастрових мапах 1863 року — Berendej.
Межиріка
Перша згадка у ХІХ столітті
Мерешір
Перша згадка у ХІХ столітті
Устья-Ріки
Перша згадка у ХІХ столітті. 1898: Tiszaköz, 1907: Tiszaköz, 1913: Tiszaköz, 1944: Tiszaköz, Устьреки.

## Населення
Згідно з переписом УРСР 1989 року чисельність наявного населення села становила 2513 осіб, з яких 1210 чоловіків та 1303 жінки.
За переписом населення України 2001 року в селі мешкали 2754 особи.

### Мова
Розподіл населення за рідною мовою за даними перепису 2001 року:
| Мова       | Відсоток |
| ---------- | -------- |
| українська | 99,61 %  |
| російська  | 0,29 %   |
| угорська   | 0,04 %   |

## Релігійні споруди
На території села розташовано три церкви. З них дві православної конфесії — Ілліївська та Георгіївська; Михайлівська греко-католицька церква та православний монастир Серафима Саровського, який розташований високо в горах, в урочищі Тищора. Це одна з найвисокогірніших культових споруд в Україні.

### Церква св. пр. Іллі (1984 рік)
Дерев'яну церкву Пророка Іллі збудували в 1925 році (за іншими даними — у 1929) місцеві майстри Степан Кокіш та Иовнаш.
За стилем церква була «середньогуцульською», тобто мала бокові прибудови обабіч видовженої нави і невеличку башту під шатровим верхом з главкою. Особливістю цієї церкви були башти з шатрами та главками над боковими раменами. Дерев'яна церква згоріла в 1976 р. У церкві була ікона «Благовіщення» з написом: «Сей образ купив раб божій Василь Довганич з жоною своею Фенею на свое доброе здоровя и за отпущеніе гріхов своих маляр лявіц Китс ро бж 1709 м.ию. д. В. (прим. 2 червня 1709 р.)». Жолтовський бачить на іконі підпис майстра Лявіца Китсана.
У 1984 р. громаді вдалося збудувати цегляну церкву, яка в мурованому варіанті повторила композицію об'ємів дерев'яної церкви.
Навесні 1998 р. завершення церкви замінили на цибулясті бані.